# Брокки, Вирджилио
Вирджилио Брокки (итал. Virgilio Brocchi; 19 января 1876, Орвинио — 7 апреля 1961, Генуя) — итальянский писатель.
В первой половине XX века Брокки опубликовал около 50 романов, предназначенных для широкой публики, они считаются классикой итальянского бестселлера. Наиболее известна трилогия «L’isola sonante», написанная в 1919-1920 гг.
Последние годы жизни Вирджилио провел в Лигурии.

## Романы цикла «L’isola sonante»
- «Звенящий остров» (1919);
- «Лавка скандалов» (1919);
- «На коне смерти скачет любовь» (1920).